# テイトオー
テイトオーとは日本の競走馬。第33回日本ダービー優勝馬である。主戦騎手は清水久雄。全姉に阪神牝馬特別の勝ち馬マスワカがいる。
馬主の北村平三郎は、のちに騎手となる北村浩平の曽祖父である。

## 戦績
1965年7月18日のオープン競走でデビュー戦勝利を飾るも以後は5着、2着、2着と伸び悩み、ようやく2勝目を挙げたのが12月4日のオープン競走で、このあと休養に入り3歳シーズンを終える。
翌シーズンは休養明け初戦の花桃賞を3着、若草特別を2着と勝てずに皐月賞は回避。その後のオープン競走も6着と惨敗したが、続く新緑賞に勝利して東京優駿（日本ダービー）に挑戦した。
この年の日本ダービーは混戦で、スプリングステークスを勝ったシヨウグン、皐月賞を勝ったニホンピローエース、NHK盃を勝ったナスノコトブキ、のちに名馬となるスピードシンボリなどが出走していたが中心となる馬はおらず、そのなかでも重賞に出走したことすらないテイトオーは単勝12番人気に過ぎなかったものの、レースでは好スタートを切ると最後の直線で抜け出してソロモンに4馬身差をつけ優勝し、重賞初制覇をダービーで飾った。
なお、テイトオーの勝利以後、日本ダービーを単勝2桁人気で制する馬は53年後(2019年)のロジャーバローズ（同じく12番人気）まで現れなかった。
ダービー後は神戸盃で2着となったが、続く菊花賞では19頭中の18着と大敗してそのまま引退した。
引退後は鹿児島で種牡馬となったものの成功することはなく1972年には廃用、その後は持病が悪化し立てなくなり解剖用として宮崎大学に寄贈され生涯を閉じた。

## 競走成績
| 年月日 | 年月日 | 年月日 | 競馬場 | 競走名   | 頭 数 | 馬 番 | 人気 | 着順 | 距離          | タイム | 騎手     | 着差      | 勝ち馬 / （2着馬） |
| ------ | ------ | ------ | ------ | -------- | ----- | ----- | ---- | ---- | ------------- | ------ | -------- | --------- | ------------------ |
| 1965   | 7.     | 18     | 札幌   | オープン | 8     | ?     | 1人  | 1着  | ダ1000m（良） | 1.00.6 | 清水久雄 | 5馬身     | （ユウオール）     |
|        | 10.    | 16     | 阪神   | 宝塚3歳S | 11    | ?     | 2人  | 5着  | 芝1400m（良） | 1.25.6 | 清水久雄 | ?         | トツプラツシー     |
|        | 10.    | 30     | 京都   | 紅葉杯   | 11    | ?     | 2人  | 2着  | 芝1400m（良） | 1.24.3 | 高橋成忠 | -0.5秒    | アポオンワード     |
|        | 11.    | 20     | 京都   | 京都3歳S | 9     | ?     | 1人  | 2着  | 芝1400m（重） | 1.27.2 | 清水久雄 | ?         | ソロモン           |
|        | 12.    | 4      | 阪神   | オープン | 15    | ?     | 1人  | 1着  | 芝1400m（良） | 1.25.5 | 清水久雄 | 1 1/4馬身 | （ヒマオー）       |
| 1966   | 3.     | 27     | 中山   | 花桃賞   | 9     | ?     | 2人  | 3着  | 芝1800m（良） | 1.54.7 | 清水久雄 | ?         | アサフミ           |
|        | 4.     | 9      | 中山   | 若草特別 | 8     | ?     | 1人  | 2着  | 芝1600m（重） | 1.42.3 | 清水久雄 | -0.1秒    | カツラクラウン     |
|        | 4.     | 24     | 中山   | オープン | 9     | ?     | 1人  | 6着  | 芝1600m（重） | 1.44.6 | 清水久雄 | ?         | ランハード         |
|        | 5.     | 7      | 東京   | 新緑賞   | 9     | ?     | 1人  | 1着  | 芝1600m（良） | 1.36.9 | 清水久雄 | 8馬身     | （アキヨシ）       |
|        | 5.     | 29     | 東京   | 東京優駿 | 28    | 9     | 12人 | 1着  | 芝2400m（良） | 2.31.1 | 清水久雄 | 4馬身     | （ソロモン）       |
|        | 10.    | 31     | 阪神   | 神戸杯   | 10    | 1     | 5人  | 2着  | 芝2000m（不） | 2.08.2 | 清水久雄 | -0.1秒    | ハードイツト       |
|        | 11.    | 13     | 京都   | 菊花賞   | 19    | 6     | 3人  | 18着 | 芝3000m（稍） | 3.12.2 | 清水久雄 | -3.7秒    | ナスノコトブキ     |

※ 太字の競走は八大競走。

## 血統表
| テイトオーの血統（フェアウェイ系 / Grand Parade4×5=9.38%、Polymelus5×5=6.25%〈父内〉） | テイトオーの血統（フェアウェイ系 / Grand Parade4×5=9.38%、Polymelus5×5=6.25%〈父内〉） | テイトオーの血統（フェアウェイ系 / Grand Parade4×5=9.38%、Polymelus5×5=6.25%〈父内〉） | （血統表の出典） | （血統表の出典） |
| 父 *ソロナウェー Solonaway 1946 鹿毛                                                   | 父の父Solferino 1940 鹿毛                                                              | Fairway                                                                                | Phalaris         | Phalaris         |
| 父 *ソロナウェー Solonaway 1946 鹿毛                                                   | 父の父Solferino 1940 鹿毛                                                              | Fairway                                                                                | Scapa Flow       |                  |
| 父 *ソロナウェー Solonaway 1946 鹿毛                                                   | 父の父Solferino 1940 鹿毛                                                              | Sol Speranza                                                                           | Ballyferis       | Ballyferis       |
| 父 *ソロナウェー Solonaway 1946 鹿毛                                                   | 父の父Solferino 1940 鹿毛                                                              | Sol Speranza                                                                           | Sunbridge        |                  |
| 父 *ソロナウェー Solonaway 1946 鹿毛                                                   | 父の母Anyway 1935 鹿毛                                                                 | Grand Glacier                                                                          | Grand Parade     | Grand Parade     |
| 父 *ソロナウェー Solonaway 1946 鹿毛                                                   | 父の母Anyway 1935 鹿毛                                                                 | Grand Glacier                                                                          | Glaspia          |                  |
| 父 *ソロナウェー Solonaway 1946 鹿毛                                                   | 父の母Anyway 1935 鹿毛                                                                 | The Widow Murphy                                                                       | Pomme-de-Terre   | Pomme-de-Terre   |
| 父 *ソロナウェー Solonaway 1946 鹿毛                                                   | 父の母Anyway 1935 鹿毛                                                                 | The Widow Murphy                                                                       | Waterwitch       |                  |
| 母 マナスル 1951 鹿毛                                                                  | 母の父シマタカ 1944 鹿毛                                                               | *プリメロ Primero                                                                      | Blandford        | Blandford        |
| 母 マナスル 1951 鹿毛                                                                  | 母の父シマタカ 1944 鹿毛                                                               | *プリメロ Primero                                                                      | Athasi           |                  |
| 母 マナスル 1951 鹿毛                                                                  | 母の父シマタカ 1944 鹿毛                                                               | 第参マンナ                                                                             | *シアンモア      | *シアンモア      |
| 母 マナスル 1951 鹿毛                                                                  | 母の父シマタカ 1944 鹿毛                                                               | 第参マンナ                                                                             | マンナ           |                  |
| 母 マナスル 1951 鹿毛                                                                  | 母の母年丘 1940 黒鹿毛                                                                 | *ダイオライト Diolite                                                                  | Diophon          | Diophon          |
| 母 マナスル 1951 鹿毛                                                                  | 母の母年丘 1940 黒鹿毛                                                                 | *ダイオライト Diolite                                                                  | Needle Rock      |                  |
| 母 マナスル 1951 鹿毛                                                                  | 母の母年丘 1940 黒鹿毛                                                                 | 月丘                                                                                   | Sir Gallahad     | Sir Gallahad     |
| 母 マナスル 1951 鹿毛                                                                  | 母の母年丘 1940 黒鹿毛                                                                 | 月丘                                                                                   | *星若 F-No.3     |                  |

妹の孫にスプリンターズステークス2着馬ルイテイトがいる。